# Maccabi Kiryat Gat Football Club
O Maccabi Kiryat Gat Football Club é um clube de futebol com sede em Kiryat Gat, Israel. A equipe compete no Campeonato Israelense de Futebol.

## História
O clube foi fundado em 1961.